# Зелин, Александр Николаевич
Алекса́ндр Никола́евич Зе́лин (род. 6 мая 1953, Парижская коммуна Ворошиловградской области, УССР, СССР) — советский и российский военачальник. Главнокомандующий ВВС России (2007—2012). Генерал-полковник (2005), Заслуженный военный лётчик Российской Федерации (1999).

## Биография
Окончил Харьковское высшее военное авиационное училище лётчиков имени С. Грицевца с отличием (1972—1976), Военно-воздушную академию имени Ю. А. Гагарина заочно (1988), Военную академию Генерального штаба Вооружённых сил Российской Федерации (1995—1997).
Службу начал лётчиком, затем командиром звена 787-го истребительного авиаполка Группы советских войск в Германии (г. Эберсвальде).
В 1980-х г.г. — заместитель командира и командир 115-го гвардейского истребительного Оршанского авиаполка (Кокайды, Узбекская ССР). С 1992 года по 1994 год — командир 33-го истребительного авиационного полка 16-й гвардейской истребительной Свирской авиадивизии в Западной группе войск.
С 1995 года — командир 16-й гвардейской истребительной Свирской Краснознамённой авиадивизии (СКВО, г. Миллерово)., в середине 1990-х г.г. — 1-й заместитель командующего 23-й воздушной армией (г. Чита). С 1998 по 2000 гг. — командир 50-го отдельного корпуса ВВС и ПВО (ЗабВО, г. Чита). В 2000—2001 гг. — командующий 14-й армией ВВС и ПВО (СибВО, г. Новосибирск). С июня 2001 по август 2002 годы — командующий 4-й армией ВВС и ПВО (СКВО).
С августа 2002 года по май 2007 года начальник авиации — заместитель Главнокомандующего ВВС по авиации.
С 2003 года член совета директоров ОАО «Туполев»
9 мая 2007 года назначен Главнокомандующим Военно-воздушными силами Российской Федерации.
26 апреля 2012 года освобождён от занимаемой должности и уволен с военной службы.
С мая 2012 года помощник Министра обороны Российской Федерации.
Кандидат военных наук.

## Награды
- Орден Святого Георгия II степени № 003 (2008)
- Орден «За заслуги перед Отечеством» IV степени (21.04.2008[5])
- Орден «За военные заслуги»
- Орден Красной Звезды
- Медали
- Заслуженный военный лётчик Российской Федерации (1999)
- Премия Правительства Российской Федерации за значительный вклад в развитие Военно-воздушных сил (17 декабря 2012) — за организацию и руководство строительством и развитием Военно-воздушных сил на соответствующих командных должностях[6]